# Cualquiera puede cantar
Cualquiera Puede Cantar!!! es el quinto disco de la banda argentina de rock Los Auténticos Decadentes, publicado el 11 de julio de 1997.

## Lista de temas
| Cualquiera Puede Cantar!!! |                         | |          |  |
| N.º                        | Título                  | Escritor(es) | Duración |  |
| 1.                         | «Cómo Me Voy a Olvidar» | Jorge Aníbal “Perro viejo” Serrano | 3:23     |  |
| 2.                         | «Cyrano»                | Fabián Fernando “El Suizo” Sayans | 4:28     |  |
| 3.                         | «Los Piratas»           | Liliana Gladys Meza / Pablo Exequiel Armesto | 3:04     |  |
| 4.                         | «Luna Radiante»         | Jorge Aníbal “Perro viejo” Serrano | 4:10     |  |
| 5.                         | «La Caja Negra»         | Jorge Aníbal “Perro viejo” Serrano | 3:29     |  |
| 6.                         | «El Gran Señor»         | Diego Hernán Demarco | 3:19     |  |
| 7.                         | «Un Beso»               | Daniel Eduardo Zimbello / Guillermo Ricardo “Capanga” Eijo / Juan Alfredo Gabriel Lorenzo / Martín Damián “La Mosca” Lorenzo                                           | 3:18     |  |
| 8.                         | «Lejos de Ti»           | Mariano Ramón Franceschelli / Martín Damián “La Mosca” Lorenzo | 4:14     |  |
| 9.                         | «Una Gota de Rocío»     | Diego Hernán Demarco | 3:17     |  |
| 10.                        | «No Te Detengas»        | Jorge Aníbal “Perro viejo” Serrano | 3:27     |  |
| 11.                        | «Borracho y Solo»       | Diego Hernán Demarco | 3:52     |  |
| 12.                        | «El Chorro»             | Eduardo Alberto “El Animal” Trípodi / Martín Damián “La Mosca” Lorenzo / Mariano Ramón Franceschelli                                                                   | 2:33     |  |
| 13.                        | «Ojalá»                 | Daniel Eduardo Zimbello / Eduardo Alberto “El Animal” Trípodi / Gustavo “Cucho” Parisi / Gustavo Eduardo “Nito” Montecchia / Pablo Exequiel Armesto / Jorge Montecchia | 2:37     |  |
| 14.                        | «Mandrake»              | Pablo Marcelo “Patito” Cabanchik | 3:02     |  |
| 15.                        | «Sheila»                | Daniel Eduardo Zimbello / Gustavo Eduardo “Nito” Montecchia | 3:38     |  |

## Personal
• Gustavo Daniel “Cucho” Parisi: Voz principal en tracks 1, 3, 5, 7, 13, 14.
• Jorge Aníbal “Perro viejo” Serrano: Guitarra / Teclados / Coros / Voz principal en tracks 1, 4, 5, 10.
• Fabián Fernando “El Suizo” Sayans: Voz principal en track 2.
• Diego Hernán Demarco: Guitarra / Coros / Voz principal en track 6, 9, 11.
• Gustavo Eduardo “Nito” Montecchia: Guitarra / Coros / Voz principal en track 13.
• Guillermo Ricardo “Capanga” Eijo: Trompeta.
• Pablo Marcelo “Pato” Cabanchik: Saxo / Voz principal en track 14.
• Martín Alejandro Pajarola: Batería / Coros.
• Daniel Eduardo Zimbello: Trombón.
• Pablo Exequiel Armesto: Bajo / Guitarra.
• Eduardo Alberto “El Animal” Trípodi: Percusión / Coros / Voz principal en track 12.
• Gastón “Francés” Bernardou: Percusión.
• Martín Damián “La Mosca” Lorenzo: Percusión / Coros / Voz principal en track 8.

### Músicos invitados
- Fabián Sayans - Voz, guitarras, coros, percusión
- Gustavo Santaolalla - Coros, charanga, guitarrita
- Afo Verde - Guitarra
- Nicolás "Chancho Bermúdez" - Acordeón
- Oscar Rospide - Acordeón
- Samuel Delgadillo - Acordeón
- Don Markese - Saxo, flauta
- Harry Kim - Trumpeta
- Rafael Padilla - Percusión
- Lawrence Berment - Steel Drums
- Gustavo Borner - Piano y wawa

### Staff
- Grabado en algún lugar del Desierto del Mohave
- Producido por Los Auténticos Decadentes y Gustavo Borner
- Asistente de grabación: Howard Willing (Sunset Sound Studios) / David Ehlert (Media Vortex Studios) / Jill "Stang" Tengan (Rusk Sound Studios)
- Ingeniero de mezcla: Gustavo Borner
- Encargados de producción: Mosca Lorenzo, Jorge Serrano y Pablo Arnesto
- Dirección A&R: Afo Verde
- Coordinación de producción: Daniel Borner
- Asistente de Los Auténticos Decadentes: Chiche Cascote
- Masterizado por Bernie Grundman
- Arte y diseño de capa y contratapa: Diego Chemes
- Colab. en diseño: Lila Lisenberg
- Encargado de producción: Gastón Bernardou
- Fotografías de cantante: Juana Gherza

Todos los temas Los Auténticos Decadentes Ediciones Musicales